# 贝姬·索尔布伦
麗貝卡·伊莉莎白·索爾布倫（英語：Rebecca Elizabeth Sauerbrunn，1985年6月6日—），通稱贝姬·索尔布伦（Becky Sauerbrunn），是美国職業女子足球运动员，司職中後衛，現效力國家女子足球聯賽球隊波特蘭荊棘和美國國家女子足球隊。她曾多次代表美国参加大型國際賽事，2011年至2019年連續三屆國際足協女子世界盃及2012年至2020年連續三屆夏季奥林匹克运动会足球比赛，共獲得兩次世界盃冠軍和一次亞軍，以及奧運金牌和铜牌各一枚。

## 外部連結
- 贝姬·索尔布伦 – FIFA國際賽競賽紀錄 (存檔)
- US Soccer player profile
- W-League player profile
- Virginia player profile
- 2012 Summer Olympics profile
- FC Kansas City player profile Archive.today的存檔，存档日期2013-02-16
- 贝姬·索尔布伦的X（前Twitter）